# Rue Jean-Cottin
Pour les articles homonymes, voir Cottin.
La rue Jean-Cottin est une voie du 18e arrondissement de Paris, en France.

## Situation et accès
La rue Jean-Cottin est une voie publique située dans le 18e arrondissement de Paris. Elle débute au 22, rue des Roses, croise les rues Boucry et se termine place Pierre-Mac-Orlan entre la rue Raymond-Queneau et la rue Tristan-Tzara.

## Origine du nom

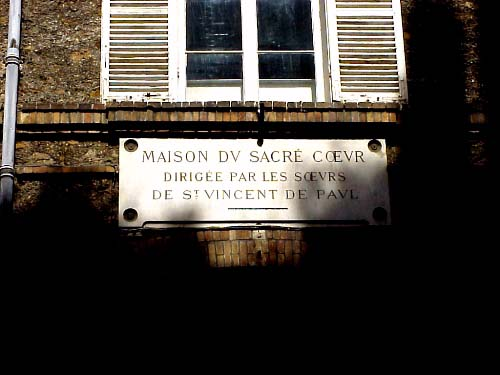
Ancienne enseigne de l'école du Sacré-Cœur.

Cette voie est nommée d'après le nom du propriétaire des terrains sur lesquels elle a été ouverte. Jean Cottin était maire de l'ancienne commune de la Chapelle de 1830 à 1837.
La famille Cottin est présente dans la commune de La Chapelle et à Montmartre depuis le XVIe siècle,. Ainsi, Jean-Pierre Cottin acquit de nombreuses propriétés à Clignancourt et Montmartre de 1770 à 1774. Cette famille a laissé son nom, outre à cette rue, au passage Cottin, et à la Croix-Cottin, sculptée par Philippe Cottin, marguiller, mort en 1764, puis déplacée du cimetière de La Chapelle ou cimetière Marcadet et enfin transférée dans la cour de l'église Saint-Pierre de Montmartre.

## Historique

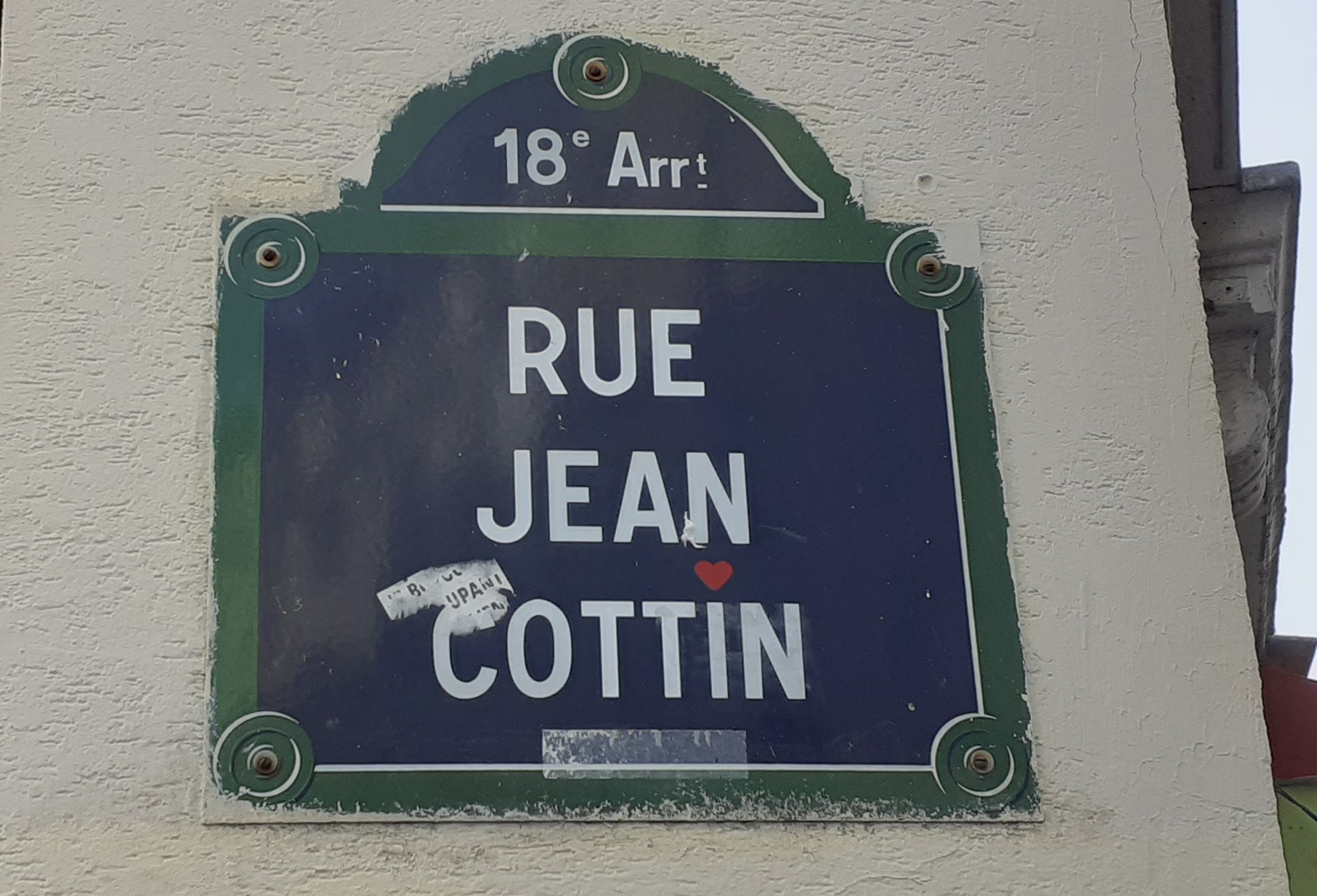
Plaque de la rue Jean Cottin.

Cette voie est ouverte sous sa dénomination actuelle en 1865. La rue venait alors buter sur les voies de raccordement entre le faisceau de voies de la gare du Nord à celui de la gare de l'Est.
Après la suppression du raccordement, la voie est prolongée  au nord dans le cadre de l'aménagement de la zone d'aménagement concerté de l'Évangile. Ce petit bout de voie en impasse au-delà de la place Pierre-Mac-Orlan est provisoirement dénommé « voie AO/18 ». Il est officiellement rattaché à la rue Jean-Cottin par un arrêté municipal du 28 décembre 1987. 
Cette voie techniquement en impasse, sera ouverte sur le futur parc Chapelle-Charbon.